# X Giochi olimpici invernali
I X Giochi olimpici invernali (in francese: Xes Jeux olympiques d'hiver), noti anche come Grenoble '68, si sono svolti a Grenoble (Francia) dal 6 al 18 febbraio 1968.

## Assegnazione
Il 24 novembre 1960, François Raoul, prefetto del dipartimento dell'Isère, e Raoul Arduin, presidente della Federazione di sci del Delfinato, presentarono ufficialmente l'idea di ospitare i Giochi Olimpici Invernali del 1968 a Grenoble. Dopo che il consiglio comunale ha approvato in linea di principio, diverse agenzie governative hanno offerto il loro sostegno e anche i villaggi intorno a Grenoble hanno reagito positivamente, il 30 dicembre 1960 è stato formato un comitato per la candidatura guidato da Albert Michallon, ex sindaco di Grenoble. La domanda è stata ufficialmente presentata al CIO durante un incontro tra i dirigenti del CIO e i rappresentanti delle agenzie sportive internazionali a Losanna nel febbraio 1963.
| Città       | Nazione     | Round | Round | Round |
| Città       | Nazione     | 1     | 2     | 3     |
| ----------- | ----------- | ----- | ----- | ----- |
| Grenoble    | Francia     | 15    | 18    | 27    |
| Calgary     | Canada      | 12    | 19    | 24    |
| Lahti       | Finlandia   | 11    | 14    | —     |
| Sapporo     | Giappone    | 6     | —     | —     |
| Oslo        | Norvegia    | 4     | —     | —     |
| Lake Placid | Stati Uniti | 3     | —     | —     |

## Sviluppo e preparazione

### Organizzazione
Dopo che Grenoble è stata votata come città ospitante, il Comitato sportivo olimpico nazionale francese ha deciso la fondazione del comitato organizzatore. Il Comité d'Organisation des dixièmes Jeux Olympiques (COJO), il comitato per l'organizzazione dei X Giochi Olimpici Invernali, iniziò a pianificare i giochi per la prima volta il 1º agosto 1964. Albert Michallon, oltre ad essere l'ex sindaco di Grenoble, è stato anche presidente del COJO.
Il governo francese ha svolto un ruolo importante nei preparativi per i Giochi, poiché il presidente Charles de Gaulle ha visto l'opportunità di presentare Grenoble come simbolo di una Francia moderna. Francois Missoffe, ministro della Gioventù e dello Sport, ha formato un comitato interministeriale per il coordinamento dei lavori commissionati dal primo ministro Georges Pompidou. Furono impiegati oltre 7000 soldati delle forze armate francesi e anche dipendenti dei ministeri della Gioventù e dello Sport, delle Finanze, dell'Edilizia Sociale, dell'Istruzione, delle Poste, della Cultura e dei Trasporti.

### Simboli

#### Torcia
La fiaccola in Francia ha percorso una distanza di 7.222 chilometri attraverso 41 distretti e 170 città fino al distretto dell'Isère. Alla staffetta hanno preso parte 5.000 tedofori, che hanno trasportato la fiaccola a piedi, in bicicletta, in barca, in cielo o in moto. Il tratto di strada che attraversava il porto vecchio di Marsiglia veniva percorso da un tuffatore che, mentre nuotava, teneva la torcia appena sopra la superficie dell'acqua. I tedofori erano accompagnati da circa 80.000 atleti e davanti a un pubblico di circa due milioni di persone.

#### Medaglie
Per i Giochi invernali del 1968 furono prodotte in totale 228 medaglie d'oro, d'argento e di bronzo, disegnate da Roger Excoffon e coniate dalla società di conio francese Monnaie de Paris. Per la prima volta nella storia delle Olimpiadi, le medaglie assegnate ai vincitori di ogni sport avevano un proprio design. Il logo dei giochi era raffigurato sulla parte anteriore della medaglia, e sul retro c'era un pittogramma inciso sulla superficie che raffigurava lo sport in cui gareggiava il vincitore della medaglia. Le medaglie avevano un diametro di 50 mm (2 pollici) ed erano 3 mm (0 pollici) di spessore.
L'altro lato raffigurava la sagoma di Grenoble di fronte alla catena montuosa Belladonne. C'erano tre diversi tipi di medaglie. 20 erano d'argento, 210 di bronzo argentato e 15.000 di bronzo.

#### Emblema
Il logo dei Giochi Olimpici Invernali del 1968 raffigura un cristallo di neve fluttuante circondato da tre rose stilizzate sopra gli anelli olimpici monocolore (bianco). Le rose si trovano nello stesso motivo (due in alto e una in basso) dell'emblema di Grenoble.

#### Mascotte
Per la prima volta c'era una mascotte olimpica, anche se non era ufficiale. La mascotte si chiamava Schuss, uno sciatore stilizzato che indossava un costume da sci blu e una grande palla rossa come testa. La mascotte disegnata da Aline Lafargue difficilmente è stata riconosciuta pubblicamente. Aveva un carattere non ufficiale, era contrassegnato con grande moderazione e appariva esclusivamente su spille e diversi giocattoli.

## I Giochi

### Discipline
Ai X Giochi olimpici invernali si disputarono 35 eventi relativi a 10 discipline (raggruppate in 6 sport):
| Sport                     | Disciplina              | Maschile | Femminile | Misti | Totali |
| ------------------------- | ----------------------- | -------- | --------- | ----- | ------ |
| Biathlon                  | Biathlon                | 2        |           |       | 2      |
| Bob                       | Bob                     | 2        |           |       | 2      |
| Hockey su ghiaccio        | Hockey su ghiaccio      | 1        |           |       | 1      |
| Pattinaggio su ghiaccio   | Pattinaggio di figura   | 1        | 1         | 1     | 3      |
| Pattinaggio su ghiaccio   | Pattinaggio di velocità | 4        | 4         |       | 8      |
| Sci (incluso sci nordico) | Sci alpino              | 3        | 3         |       | 6      |
| Sci (incluso sci nordico) | Combinata nordica       | 1        |           |       | 1      |
| Sci (incluso sci nordico) | Salto con gli sci       | 2        |           |       | 2      |
| Sci (incluso sci nordico) | Sci di fondo            | 4        | 3         |       | 7      |
| Slittino                  | Slittino                | 1        | 1         | 1     | 3      |
| Totale                    | Totale                  | 21       | 12        | 2     | 35     |

### Calendario degli eventi
| ● | Cerimonia di apertura | ● | Competizioni | ● | Numero Finali | ● | Cerimonia di chiusura | ● | Gare annullate |

| Sport                   | Febbraio 1968 | Febbraio 1968 | Febbraio 1968 | Febbraio 1968 | Febbraio 1968 | Febbraio 1968 | Febbraio 1968 | Febbraio 1968 | Febbraio 1968 | Febbraio 1968 | Febbraio 1968 | Febbraio 1968 | Febbraio 1968 | Finali |
| Sport                   | 6             | 7             | 8             | 9             | 10            | 11            | 12            | 13            | 14            | 15            | 16            | 17            | 18            | Finali |
| ----------------------- | ------------- | ------------- | ------------- | ------------- | ------------- | ------------- | ------------- | ------------- | ------------- | ------------- | ------------- | ------------- | ------------- | ------ |
| Cerimonia d'apertura    | ●             |               |               |               |               |               |               |               |               |               |               |               |               |        |
| Biathlon                |               |               |               |               |               |               | 1             |               |               | 1             |               |               |               | 2      |
| Bob                     |               |               | ●             |               |               | 1             |               |               |               |               | 1             | ●             |               | 2      |
| Combinata nordica       |               |               |               |               | ●             |               | 1             |               |               |               |               |               |               | 1      |
| Hockey su ghiaccio      | ●             | ●             | ●             | ●             | ●             | ●             | ●             | ●             | ●             | ●             | ●             | 1             |               | 1      |
| Pattinaggio di figura   |               |               | ●             |               | 1             | ●             |               |               | 1             |               |               | 1             |               | 3      |
| Pattinaggio di velocità |               |               |               | 1             | 1             | 1             | 1             |               | 1             | 1             | 1             | 1             |               | 8      |
| Salto con gli sci       |               |               |               |               |               | 1             |               |               |               |               |               |               | 1             | 2      |
| Sci alpino              |               |               |               | 1             | 1             | ●             | 1             | 1             |               | 1             | ●             | 1             |               | 6      |
| Sci di fondo            |               | 1             |               | 1             | 1             |               |               | 1             | 1             |               | 1             | 1             |               | 7      |
| Slittino                |               |               |               |               |               | ●             | ●             | 2             | ●             |               |               |               | 1             | 3      |
| Cerimonia di chiusura   |               |               |               |               |               |               |               |               |               |               |               |               | ●             |        |
| Finali                  | 0             | 1             | 0             | 3             | 4             | 3             | 4             | 4             | 3             | 3             | 3             | 5             | 2             | 35     |

## Risultati

### Medagliere
| Posizione | Paese            |    |    |    | Totale |
| --------- | ---------------- | -- | -- | -- | ------ |
| 1         | Norvegia         | 6  | 6  | 2  | 14     |
| 2         | Unione Sovietica | 5  | 5  | 3  | 13     |
| 3         | Francia          | 4  | 3  | 2  | 9      |
| 4         | Italia           | 4  | 0  | 0  | 4      |
| 5         | Austria          | 3  | 4  | 4  | 11     |
| 6         | Paesi Bassi      | 3  | 3  | 3  | 9      |
| 7         | Svezia           | 3  | 2  | 3  | 8      |
| 8         | Germania Ovest   | 2  | 2  | 3  | 7      |
| 9         | Stati Uniti      | 1  | 5  | 1  | 7      |
| 10        | Finlandia        | 1  | 2  | 2  | 5      |
| 10        | Germania Est     | 1  | 2  | 2  | 5      |
| 12        | Cecoslovacchia   | 1  | 2  | 1  | 4      |
| 13        | Canada           | 1  | 1  | 1  | 3      |
| 14        | Svizzera         | 0  | 2  | 4  | 6      |
| 15        | Romania          | 0  | 0  | 1  | 1      |
| Totale    | Totale           | 35 | 39 | 32 | 106    |

### Protagonisti
- Jean-Claude Killy (Francia, sci alpino): come Toni Sailer alle Olimpiadi di Cortina, vince tutte e tre le medaglie d'oro in palio nelle gare maschili.
- Eugenio Monti (Italia, bob): il rosso volante guida i bob azzurri alla conquista del doppio titolo olimpico, nel due e nel quattro.
- Franco Nones (Italia, sci di fondo): vinse la 30 km diventando il primo fondista non norvegese, svedese, finlandese o sovietico a vincere una medaglia olimpica.